# H2 (base de données)
H2 est un  système de gestion de base de données relationnelles écrit en Java. Il peut être intégré à une application Java ou bien fonctionner en mode client-serveur. Son fichier jar est petit : environ 2.5 Mo.
C'est un logiciel open source distribué en licences Mozilla Public License (version modifiée) ou Eclipse Public License.

## Description
H2 supporte un sous-ensemble du standard SQL. Il propose des interfaces de programmation (APIs) SQL et JDBC ; toutefois il peut aussi utiliser le pilote ODBC PostgreSQL et se comporter en serveur PostgreSQL.
Les tables peuvent être créées en mémoire vive ou sur disque. Elles peuvent être persistantes ou temporaires. Les index sont des tables de hachage et des arbres pour les tables en mémoire, et des arbres B pour les tables sur disque. Toutes les manipulations de données sont transactionnelles. Le verrouillage au niveau table, ainsi que la concurrence multiversion sont implémentés. Le protocole de Commit en 2 phases est aussi supporté, mais les APIs standard de transactions distribuées ne sont pas implémentées. La sécurité est assurée par : contrôle d'accès basé sur les rôles, hachage SHA-256 des mots de passe, chiffrement des données avec AES ou XTEA. Les connexions SSL / TLS sont supportées en mode client-serveur ainsi que via l'application en ligne de commande (console).
Deux systèmes de recherche plein texte sont inclus : une implémentation native, et une autre utilisant Apache Lucene.
La base de données se protège des injections SQL avec l'utilisation d'expressions avec paramètres formels. Cette fonctionnalité est appelée disabling literals (désactivation des valeurs littérales).
Depuis la version 1.1.111, la base en mémoire H2 peut tourner au sein de Google App Engine.

## Utilitaires
Sont inclus :
- Un serveur web intégré
- Une console web
- Des outils en ligne de commande pour 
  - démarrer ou arrêter un serveur
  - sauvegarder ou restaurer une base[13]
- Une console en ligne de commande[14].

## Historique
Le développement de H2 a débuté en mai 2004, et fut publié en décembre 2005. L'auteur du moteur est Thomas Mueller. Il a également développé le SGBD Java Hypersonic SQL avant d’arrêter son développement qui a été repris par le HSQLDB Group. Le nom H2 signifie Hypersonic 2 ; toutefois H2 a été écrit à partir de zéro, et n'a pas de code commun avec Hypersonic ou HSQLDB.